# Lola Maverick Lloyd
Lola Maverick Lloyd (Castroville, 24 de noviembre de 1875 – 25 de julio de 1944) fue una pacifista, sufragista, federalista mundial y feminista estadounidense. 

## Trayectoria
Nacida en el seno de una familia adinerada de los Maverick, Lola Maverick se casó con William Bross Lloyd, hijo del periodista sensacionalista Henry Demarest Lloyd. Juntos, aprovecharon la influencia y la riqueza de sus familias para apoyar las causas de la Era Progresista.

Lola Maverick, hija del abogado George Madison Maverick y Mary Elizabeth Vance, una episcopaliana; fue una de seis hijos. Era nieta de Samuel Maverick, un político y magnate terrateniente que firmó la Declaración de Independencia de Texas. También se desempeñó como alcalde de San Antonio y es el origen del término “maverick” para referirse a una persona de mente independiente.  Lola Maverick se crio en St. Louis, Misuri y asistió al Mary Institute. Después de graduarse, asistió al Smith College, una universidad de artes liberales para mujeres en Northampton, Massachusetts, y se graduó en 1897. Comenzó su carrera en educación y finalmente regresó al Smith College para enseñar matemáticas en 1901. 

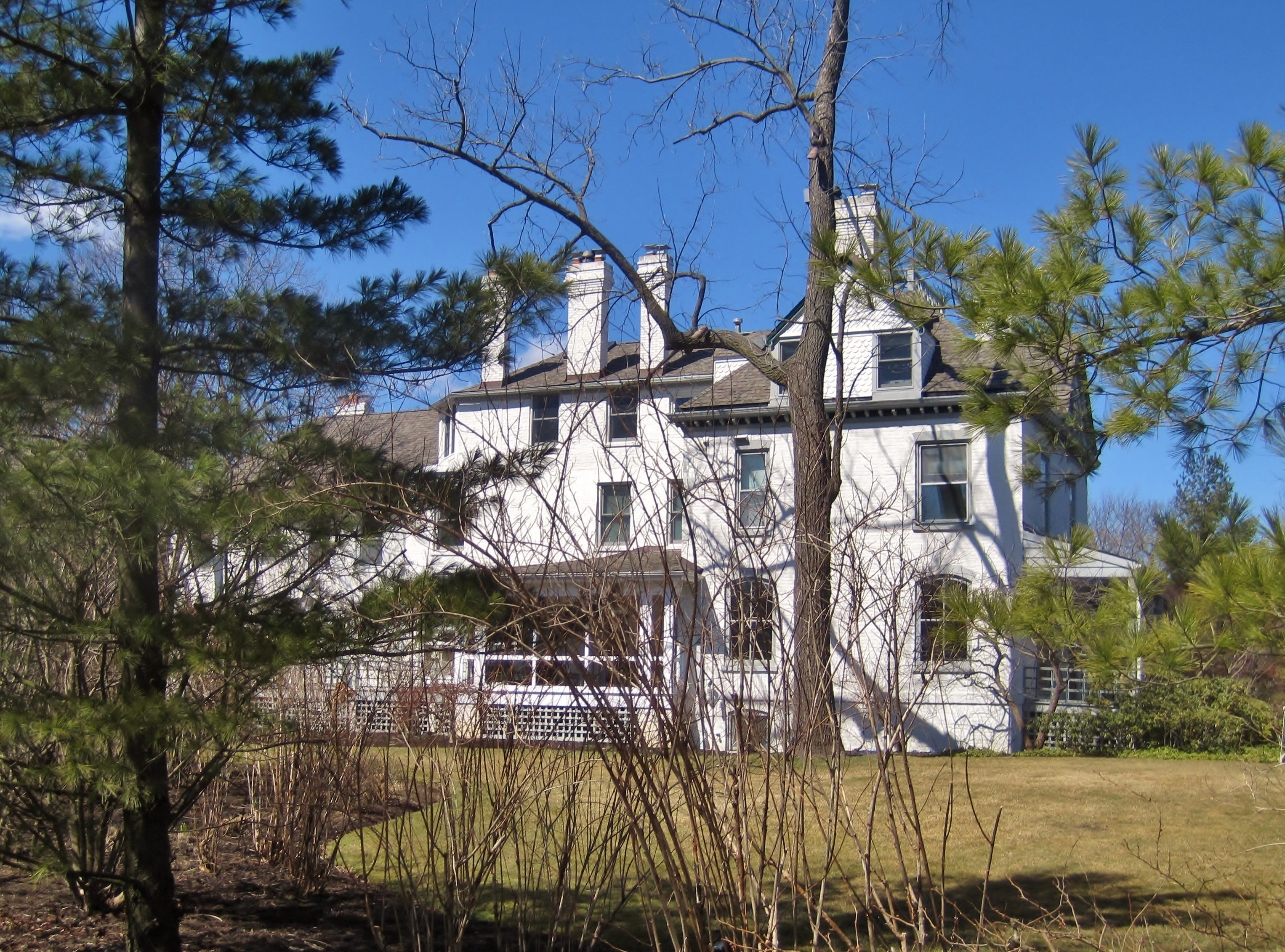
William Bross y Lola Maverick Lloyd vivieron en The Wayside después de la muerte de Henry Demarest Lloyd.

Durante un viaje a Rhode Island para visitar a un amigo en 1898, Maverick conoció a William Bross Lloyd, el hijo mayor del periodista Henry Demarest Lloyd. William Bross Lloyd estudiaba derecho en el Harvard College y compartía los ideales progresistas de Maverick.  Se encontrarían nuevamente en Rhode Island en 1899 y 1901. Se casaron en San Antonio en 1902, el año en que Lloyd se graduó. Los recién casados recorrieron todo el país haciendo campimg desde San Antonio hasta Winnetka, Illinois. En la primavera de 1903, construyeron una pequeña cabaña a la que llamaron Half Wayside al otro lado de la calle de la casa de Henry Demarest Lloyd, llamada The Wayside. Maverick y Lloyd tuvieron su primera hija, Jessie, en febrero de 1904, y una segunda hija, Mary, en junio de 1906. Su primer hijo, Bill, nació en septiembre de 1908. Su hija Georgia Lloyd (1913-1999), cofundó la Campaña para un Gobierno Mundial y participó en la formación de las Naciones Unidas, entre otros roles pacifistas y de defensa.
Mientras tanto, William ejerció la abogacía en Chicago y fue nominalmente director del Chicago Tribune, pero trabajó con poca frecuencia y pasó la mayor parte del tiempo en casa con Lola. Construyeron una pequeña casa de vacaciones en la propiedad de la familia Maverick en el condado de Béxar, Texas.

Tras el estallido de la Primera Guerra Mundial, asistió a una conferencia de la pacifista húngara Rosika Schwimmer. Schwimmer estaba de gira por el país en un esfuerzo por aumentar el interés estadounidense en encontrar una solución pacífica a la guerra. Maverick Lloyd siguió a Schwimmer a más de una docena de eventos más. Fue una de las delegadas que fundaron el Partido de la Paz de la Mujer en Washington D. C., en enero de 1915. Luego, ese mismo abril, viajó a Europa con otras cuarenta y siete mujeres para el Congreso Internacional de Mujeres en La Haya. Después del congreso, regresó a Chicago para ayudar a organizar el Barco de la Paz de Henry Ford, en un esfuerzo fallido para forzar una conferencia de paz para mediar el fin de la guerra. Fue miembro del "Comité de los Siete" que supervisó la resultante Conferencia Neutral para la Mediación Continua. 

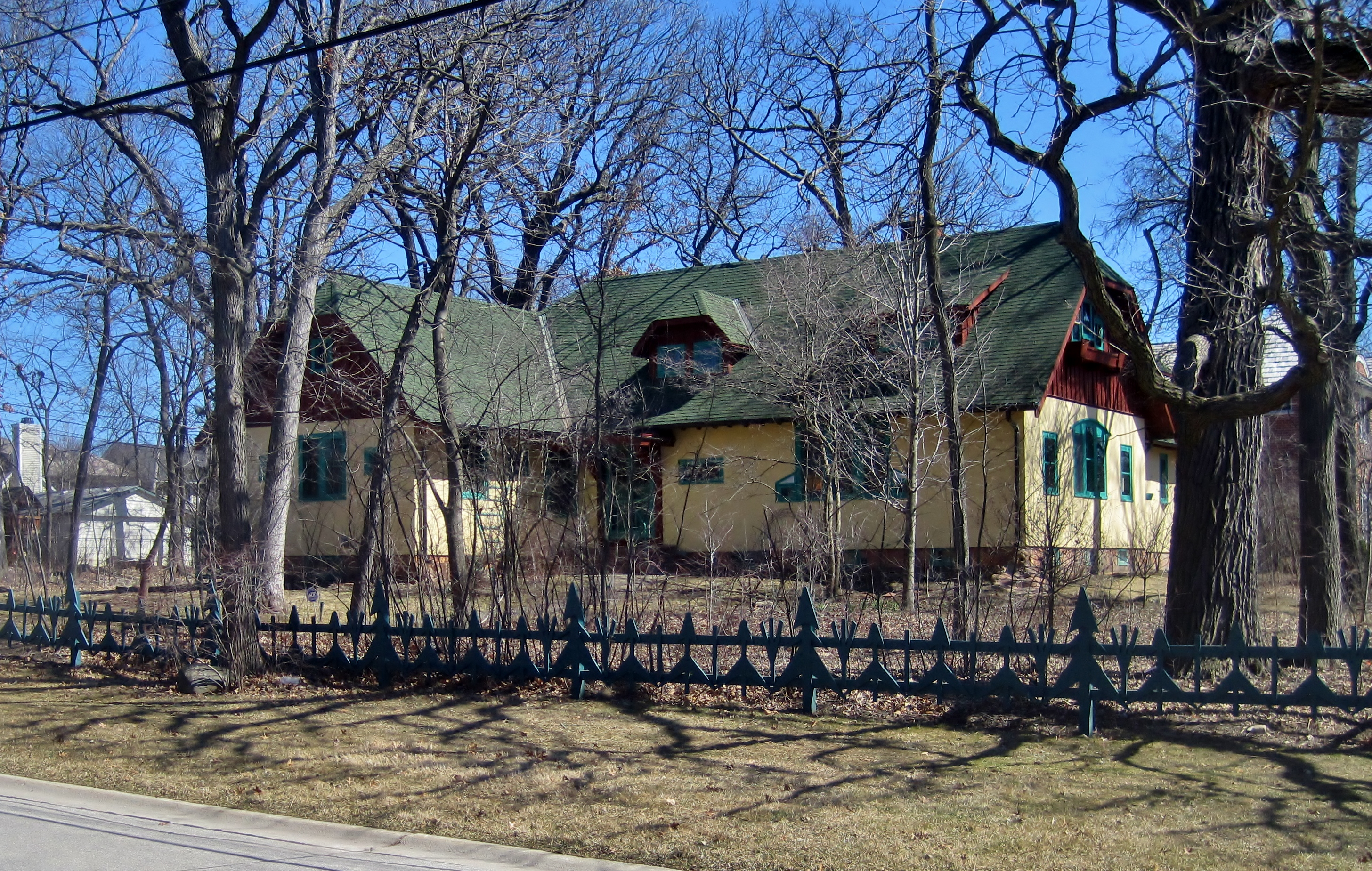
Lola Maverick Lloyd fue propietaria de esta casa en Winnetka desde su construcción en 1920 hasta su muerte, aunque pasó mucho tiempo en el extranjero.

A partir de 1913, el matrimonio Maverick y Lloyd comenzó a desmoronarse. Lola luchó con complicaciones desde el nacimiento de su cuarto hijo, Georgia. Ese mismo año también perdió a su padre, con quien tenía una relación muy estrecha. Los intereses pacifistas de Lola, especialmente su viaje internacional a La Haya, contribuyeron al deterioro del matrimonio. William y Lola continuaron peleando hasta 1916, cuando William Lloyd abandonó a la familia para pasar un mes en California.Tras un divorcio público y polémico, Lola Maverick Lloyd dedicó el resto de su vida a apoyar el pacifismo. Trabajó para establecer el Partido de la Paz de la Mujer y la Liga Internacional de Mujeres por la Paz y la Libertad en 1915. Maverick Lloyd también cofundó la Campaña para un Gobierno Mundial en 1937, el primer intento organizativo de un gobierno mundial y un federalismo mundial, con su amiga íntima Rosika Schwimmer.
Lola solicitó el divorcio, algo todavía poco común en aquella época, alegando adulterio. Debido a la riqueza y la prominencia social de las dos familias, el proceso se convirtió en un espectáculo público. A Lola se le concedió la custodia principal de sus cuatro hijos. Quería llevarse a los niños con ella a Texas, pero el tribunal ordenó que debía permanecer en el área de Chicago para que William pudiera mantener sus derechos de visita. En marzo de 1920, compró tres lotes en el centro de Winnetka y mandó construir la Casa Lola Maverick Lloyd. En su preciado tiempo libre, ella practicaba la pintura, el dibujo y la escultura, y estos elementos se reflejaban en el diseño Arts & Crafts de su casa.
No obstante, continuó persiguiendo sus ideales después de la conclusión de la Primera Guerra Mundial. En 1918, comenzó a alquilar una oficina en el centro de Chicago para que sus amigos ideológicos pudieran tener un lugar donde trabajar y quedarse. Se unió al Partido Nacional de la Mujer para impulsar el sufragio femenino. Fue miembro del Partido Socialista de Illinois y se convirtió en miembro del Comité de Mujeres para el Reconocimiento de la Rusia Soviética en 1920. Publicó periódicamente panfletos y comentarios en nombre del Partido de Mujeres por la Paz, entonces conocido como Liga Internacional de Mujeres por la Paz y la Libertad (LIMPAL). En 1926, cuando tres de sus cuatro hijos se habían graduado y ya no vivían en casa, Maverick Lloyd se mudó a Ginebra, Suiza, para trabajar más de cerca con la WILPF. Fue elegida miembro de la junta directiva de WILPF en 1933. En 1937, cofundó la Campaña por un Gobierno Mundial con Mary, Bill, Georgia y Rosika Schwimmer. La organización fue la primera que pidió un federalismo mundial y un gobierno mundial tras el fracaso de la Liga de Naciones. Buscaba un gobierno democrático creado por el pueblo, en lugar de uno dirigido por los líderes mundiales que Maverick Lloyd determinó que eran hacedores de guerra. Más tarde, en el siglo XX, el movimiento federalista lideró la coalición para la creación de la Corte Penal Internacional, por la que Lloyd rara vez recibe crédito.
En 1939, la salud de Maverick Lloyd estaba empeorando. Sufría de dolores de cabeza por migraña que la obligaban a permanecer en cama durante días. Se instaló en casa de Winnetka a tiempo completo con su hija Mary. Lola Maverick Lloyd murió por complicaciones de cáncer de páncreas el 25 de julio de 1944, a la edad de 68 años. Jessie Lloyd pronunció el elogio fúnebre en su funeral y creyó que el estallido de la Segunda Guerra Mundial minó su salud.